# 阿勒特 (印地安納州)
阿勒特（英語：Alert）是位於美國印地安納州第開特縣的一個非建制地區。該地的面積和人口皆未知。

## 地理
阿勒特的座標為39°09′37″N 85°40′42″W / 39.16028°N 85.67833°W，而該地的平均海拔高度為233米（即764英尺）。